# Karl Bötefür
Karl Friedrich August Christian Bötefür, auch Carl Bötefür (* 18. August 1875 in Neustadt (Mecklenburg); † nach 1945) war ein deutscher Offizier, Kolonialbeamter, Abgeordneter und Landrat.

## Leben
Karl Bötefür war ein Sohn des Neustädter Kaufmanns und Ratsherrn Ludwig Bötefür. Nach seinem Schulabschluss trat er in die Kaiserliche Marine ein, kam zur Marineartillerie und erhielt 1895 als Vize-Feuerwerker sein Patent als Decksoffizier. Als Reservist erreichte er bis 1914 den Dienstgrad Kapitänleutnant der Reserve.  1902 trat er in den Kolonialdienst des Deutschen Reiches. Als  Zollamtsassistent I. Klasse wurde er 1903 nach Duala in Kamerun entsandt. 1908 war er kommissarischer Vorsteher des Zollamts und später Zolldirektor. Im Mai 1909 bestieg er den Kamerunberg kurz nach dessen Eruption im April und beschrieb die neu gebildeten Krater. Bei der Eroberung Dualas durch britische Truppen im Ersten Weltkrieg kam er am 27. September 1914 in britische Kriegsgefangenschaft und wurde über Lagos nach Großbritannien gebracht. Die Behandlung der deutschen Gefangenen in Kamerun und auf der Überfahrt führte zu Beschwerden und Untersuchungen in Berlin und London. 1916 kam er durch einen Gefangenenaustausch nach Deutschland zurück.
Nach dem Ende des Ersten Weltkriegs wurde er in den Verwaltungsdienst von Mecklenburg-Schwerin übernommen. Von April 1921 bis März 1926 war er Amtshauptmann des Amtes Neustadt [-Glewe] und von April 1932 bis Oktober 1933 Amtshauptmann des Amtes Schwerin.
Von 1924 bis 1927 (3. und 4. Wahlperiode) war er Abgeordneter des Landtags des Freistaates Mecklenburg-Schwerin für die Deutschvölkische Freiheitsbewegung.
Ab Oktober 1933 war er als Regierungsrat und Sachbearbeiter für Gemeindeplanung in der Abteilung Inneres des Staatsministeriums in Schwerin tätig. Zum 1. April 1936 trat er der NSDAP bei (Mitgliedsnummer 3.725.544). Im April 1937 wurde er als Nachfolger von Carl-August von Bülow zum  Landrat des Kreises Schwerin ernannt.
Als er im Sommer 1944 von den Anordnungen Martin Bormanns und Friedrich Hildebrandts zu völkerrechtswidrigen Erschießungen amerikanischer Piloten erfuhr, protestierte er dagegen: dies sei Mord und er könne dem als Offizier nicht folgen. Daraufhin wurde er im Oktober 1944 in den einstweiligen Ruhestand versetzt. Anfang 1945 ging er endgültig in Pension.
Er war seit 1907 in erster Ehe verheiratet mit Johanna Wilhelmine Elisabeth, geb. Dobert, verwitwete Heckel (1875–). Vermutlich seit 1909 war er verheiratet mit Marie Louise Bertha, geb. Braun (1882–).